# Ithomia theudelinda
Ithomia theudelinda är en fjärilsart som beskrevs av Kirby 1877. Ithomia theudelinda ingår i släktet Ithomia och familjen praktfjärilar. Inga underarter finns listade i Catalogue of Life.